# Landbanking
Landbanking ist der Handel und Besitz von Land in Erwartung einer künftigen Wertsteigerung oder mit dem Ziel, es zu Agrar-, Industrie-, Wohn- und Geschäftsflächen weiterzuentwickeln.

## Allgemeines
Beim Landbanking kaufen Investoren Grundstücksflächen, um sie später zu einem höheren Preis zu verkaufen oder sie in anderer Form gewinnbringend zu nutzen. Heute treten neben Privatanlegern zunehmend Investmentgesellschaften als Grundstückskäufer auf. Ihre Investoren erwerben Anteile am Grundstückskauf, zum Beispiel in Form von Beteiligungsfonds. Die Gewinne vom Verkauf oder der Nutzung eines Grundstücks werden dann an die Anleger ausgeschüttet.
Eine Variante des Landbankings wird von Städten und Kommunen betrieben. Hier steht in der Regel nicht die Gewinnmaximierung im Vordergrund, sondern das Ziel, eine Stadt kontrolliert weiterzuentwickeln, Brachflächen wiederzubeleben und bezahlbaren Wohnraum bereitzustellen.
In der Praxis werden die oftmals großen Flächen häufig in kleinere Parzellen aufgeteilt, um sie für einzelne Bau- und Nutzungsprojekte besser handhabbar zu machen.

## Landbanking als Investition

### Investition in Agrarflächen
Vor allem durch den weltweit steigenden Nahrungsmittelbedarf werden Brachflächen interessant für die zukünftige landwirtschaftliche Nutzung. Investoren erwerben solche Brachflächen, um sie später an landwirtschaftliche Nutzer weiterzuverkaufen.
Einige Investoren erwerben bereits bewirtschaftetes Agrarland oder komplette Landwirtschaftsbetriebe. Ziel ist dabei, unrentable Betriebe zu modernisieren und ihren Ertrag zu steigern. Die Anleger profitieren unter anderem von steigenden Nahrungsmittelpreisen (z. B. Fleisch, Milch) oder von Bodenwertsteigerungen.
Beispiel: Anleger können mit Geschlossenen Fonds in Milch-, Lammfleisch- und Wollfarmen in Neuseeland investieren. Der Inselstaat gilt unter anderem als weltweit größter Milchexporteur.

### Umwandlung von Brachflächen und Agrarland in Bauland
Durch Wachstum und Zuzug dehnen sich vor allem Metropolen immer mehr in ihr Umland aus. Investoren erwerben noch ungenutzte oder bisher landwirtschaftlich genutzte Grundstücke mit der Hoffnung, sie später als hochwertiges Bauland verkaufen zu können. Im Vordergrund steht dabei die Schaffung von Wohnraum und Erwerbsflächen, darunter auch Gastronomie, Kongress- und Einkaufscenter, Ferienresorts oder Schwimmbäder.
Neben Investoren werden auch Kommunen im Landbanking aktiv. Einige verknüpfen den Verkauf von Bauland an Investoren mit einer Herstellungsverpflichtung. Bauland kann nur dann erworben werden, wenn in absehbarer Zeit konkrete Bauprojekte realisiert werden.
Beispiel: Anfang der 60er-Jahre wurden 11.000 Hektar günstiges Sumpfland nahe Orlando (Florida) in einen Vergnügungspark umgewandelt. Das Projekt gilt als Musterbeispiel für eine Projektentwicklung auf Basis von Landbanking-Aktivitäten.

## Landbanking im Rahmen von Stadtentwicklung und Stadtplanung

### Historische Entwicklung
Die Ursprünge dieser Variante des Landbankings liegen in den USA der 1920er- und 30er-Jahre. Ziel war es damals, vorhandenes Brachland in preisgünstige Wohngrundstücke umzuwandeln und eine geordnete Stadtentwicklung sicherzustellen. Ab den frühen 70er-Jahren suchten Kommunen nach Lösungen, um Brachflächen wiederzubeleben, die in den 50er-Jahren durch Deindustrialisierung und Stadtflucht entstanden waren. Mit der ersten „Landbank“ wurde 1971 in St. Louis ein Modell geschaffen, das in der Folge von immer mehr Kommunen übernommen wurde. Nach der Banken- und Finanzkrise ab 2007 kam die Praxis des Landbanking ins Gespräch, um den Auswirkungen des kollabierten Immobilienmarktes gegenzusteuern.

### Landbanking und Stadtentwicklung in Deutschland
Besonders vor dem Hintergrund der zunehmenden Knappheit an günstigen Wohnräumen, Industrie- und Gewerbeflächen gewinnt die Praxis des Landbankings als Instrument der Stadtentwicklung auch in Deutschland an Bedeutung.
Im Fokus stehen dabei ungenutzte Grundstücke, für die ein Flächennutzungsplan, aber kein Baurecht existiert. Interessierte Baufirmen, Investoren und Projektentwickler werden häufig von den langwierigen und komplexen Baugenehmigungsverfahren abgeschreckt. Erschwerend kommt hinzu, dass Banken für Grundstücke ohne Baurecht keine Kredite gewähren.
Spezialisierte Beteiligungsunternehmen treten in solchen Fällen als Mittler zwischen Behörden und Projektentwicklern auf. Sie kaufen innerstädtische Brachflächen auf und führen sie durch das komplizierte Baugenehmigungsverfahren. Dabei übernehmen sie in der Regel auch den erheblichen technischen und administrativen Aufwand der Projektentwicklung bis zur Baureife. Das vorbereitete Grundstück kann dann von Baufirmen und Projektentwicklern übernommen und ohne weiteren Verzug realisiert werden.
Für die Finanzierung des Grundstückskaufs werden eigene Fonds geschaffen. Diese richten sich vor allem an erfahrene institutionelle Anleger wie Versicherungen, Pensionskassen und Versorgungswerke.